# Drom, Ain
Drom är en kommun i departementet Ain i regionen Auvergne-Rhône-Alpes i östra Frankrike. Kommunen ligger  i kantonen Ceyzériat som ligger i arrondissementet Bourg-en-Bresse. Kommunens areal är 7,78 km². År 2022 hade Drom 215 invånare.

## Befolkningsutveckling
Antalet invånare i kommunen Drom
Referens: INSEE